# 2569 Madeline
2569 Madeline (1980 MA) là một tiểu hành tinh vành đai chính được phát hiện ngày 18 tháng 6 năm 1980 bởi E. Bowell ở Flagstaff (AM).